# Gerhardt Plöchl
Gerhardt Plöchl (* 26. April 1933 in Bad Ischl, Oberösterreich; † 13. Februar 2020 in Wien) war ein österreichischer Jurist und Hochschullehrer.

## Leben
Gerhardt Plöchl studierte und wurde zum Dr. iur. in Rechtswissenschaften promoviert. Seit 1956 war er Mitglied der katholischen Studentenverbindung KaV Norica Wien im ÖCV. Er war zunächst in Industrie und Wirtschaft tätig, unter anderem Generalsekretär der NEWAG. 1972 wurde er nach seiner Habilitation Universitätsdozent an der Universität Wien, 1979 erfolgte die Ernennung zum außerordentlichen Universitätsprofessor am Institut für Handels- und Wertpapierrecht der Universität Wien. Er veröffentlichte zahlreiche wissenschaftliche Publikationen vor allem im öffentlichen Wirtschaftsrecht, Gesellschaftsrecht, öffentlichen Unternehmen und Rechtstheorie. Für seine Lehrtätigkeit wurde er durch den österreichischen Bundespräsidenten mit dem Ehrenkreuz für Wissenschaft und Kunst I. Klasse (Offizierskreuz) geehrt.
Gerhardt Plöchl engagierte sich für zahlreiche Sozialprojekte im Heiligen Land. 1968 wurde er von Kardinal-Großmeister Eugène Kardinal Tisserant zum Ritter des Ritterordens vom Heiligen Grab zu Jerusalem ernannt und durch Weihbischof Jakob Weinbacher, Großprior der österreichischen Statthalterei, investiert.
Er war Gründungsmitglied, Präsident und Präsidiumsmitglied der Christian Solidarity International (CSI) (seit 2019 in Österreich: „Christen in Not“) in Österreich. Für sein Engagement wurde er mit dem Komturkreuz des päpstlichen Gregoriusordens ausgezeichnet.
Über seinen Onkel, den Rechtswissenschaftler und Kirchenrechtler Willibald Plöchl, hat er auf Basis des Dokumentationsarchivs des Österreichischen Widerstandes 2007 eine umfassende Abhandlung über eine österreichische Exilregierung nach 1938 verfasst. Dessen Bruder, der Chemiker Josef Maria Plöchl, war Widerstandskämpfer gegen den Nationalsozialismus und wurde 1944 in Hamburg-Blankenese hingerichtet.

## Schriften
- mit Josef Vlcek: Die Rechtsvorschriften über das Deutsche Eigentum in Österreich samt den einschlägigen Nebenbestimmungen. Braunmüller, 1959.
- Vereine als öffentliche Unternehmen. Springer, 1972, ISBN 3-211-81055-2. (Habilitationsschrift)
- Der Staat als Wirtschaftssubjekt und seine Stellung zur Wirtschaft. Manz, Wien 1973.
- Parladorius über das Studium der Rechte. In: Ex aequo et bono : Willibald M. Plöchl zum 70. Geburtstag. Wagner, Innsbruck 1977, ISBN 3-7030-0045-7, S. 207–218.
- Grundnorm und Metasprache – Strukturparallelen von Reiner Rechtslehre und formaler Semantik. In: Rechtstheorie. Band 18, Nr. 1, 1987, S. 77–96.
- Schere Stein Papier – Gerechtigkeit als logisches Problem. Niederösterr. Pressehaus, St. Pölten 1985, ISBN 3-85326-235-X.
- Was sind und was sollen die Regeln? In: Staatsrecht in Theorie und Praxis. 1991, S. 565–577.
- Sind Computerprogramme Werke der Tonkunst? In: Michael Enzinger, Hanns F. Hügel, Walter Dillenz (Hrsg.): Aktuelle Probleme des Unternehmensrechts. 1993, ISBN 3-214-06118-6.
- Unterschätzt und überfordert der Aufsichtsrat der Kapitalgesellschaft. LexisNexis, 1993, ISBN 3-7007-0417-8.
- als Herausgeber: Ware Mensch – Rechtsprobleme der medizinischen und kommerziellen Verwertung von Teilen des menschlichen Körpers. Linde Verlag, 1996, ISBN 3-85122-584-8.
- Willibald Plöchl und Otto Habsburg in den USA – Ringen um Österreichs „Exilregierung“ 1941/42. Verlag des DÖW, Wien 2007, ISBN 978-3-901142-52-9.